# Jean Teulère
Jean Teulère, född den 24 februari 1954 i Bordeaux i Frankrike, är en fransk ryttare.
Han tog OS-guld i lagtävlingen i fälttävlan i samband med de olympiska ridsporttävlingarna 2004 i Aten.